# Jan Østervold
Jan Olsen Østervold (Austevoll, Hordaland, 8 de desembre de 1876 - Brooklyn, Nova York, Estats Units, 10 de gener de 1945) va ser un regatista noruec que va competir a començaments del segle xx. Era germà dels també regatistes Henrik, Kristian i Ole Østervold.
El 1920 va prendre part en els Jocs Olímpics d'Anvers, on va guanyar la medalla d'or en els 12 metres (1907 rating) del programa de vela, a bord de l'Atlanta.